# Liste des évêques de Sarsina
Le diocèse de Sarsina est un diocèse italien en Émilie-Romagne avec siège à Sarsina. Il est fondé  au IVe siècle et uni avec le diocèse de Césène en 1986.

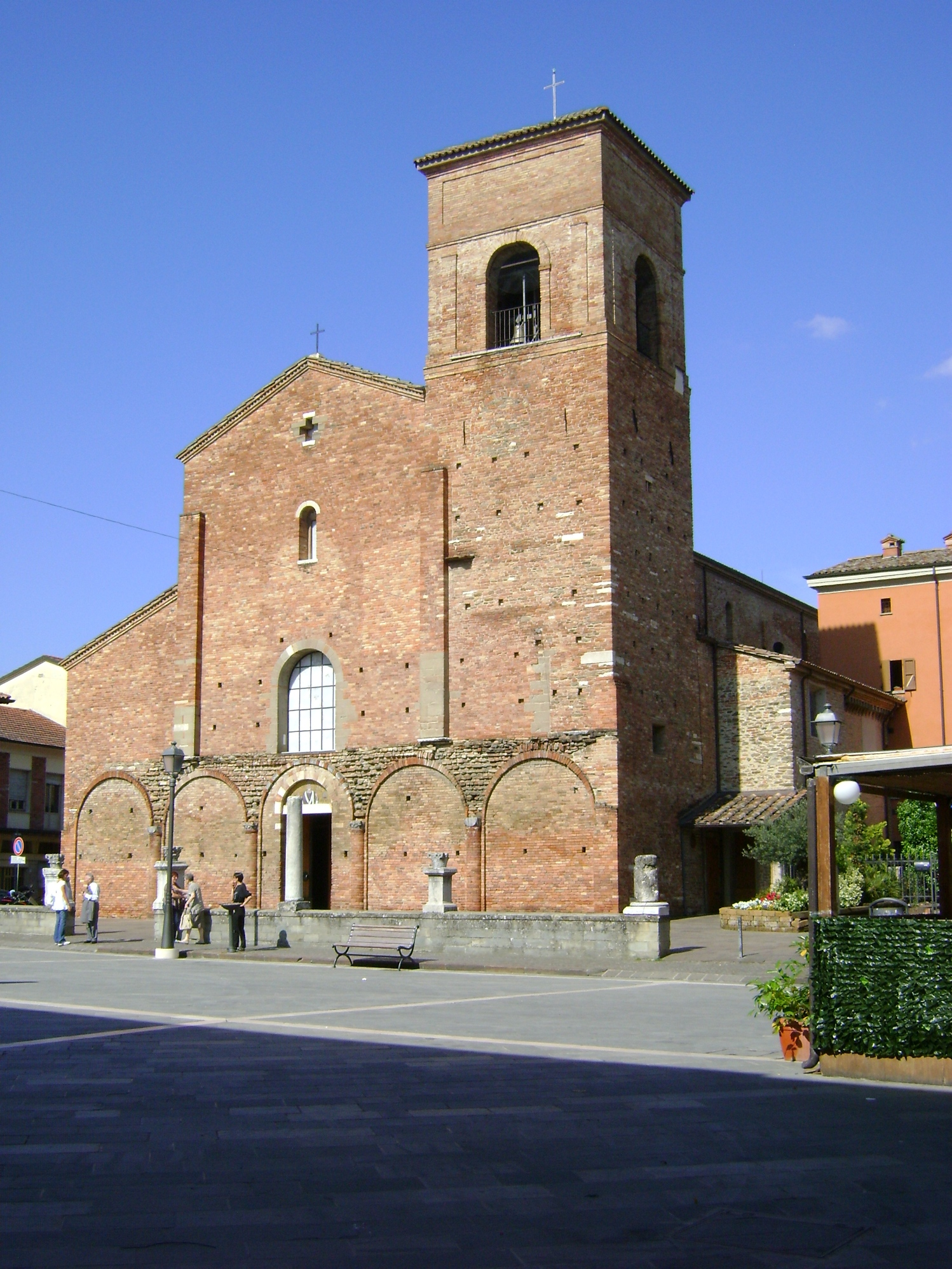
Cathédrale de Sarsina

## Évêques
- Saint Vicinio (v. 300)
- Saint Rufin (426)
- Valère (t 430)
- Faust (437 - 459)
- Probo (460 - 494)
- Laurené (? - 514)
- Adeodat (515 - 531)
- Felix (532 - 548)
- Serge (550 - ?)
- Giustus (613 - 636)
- Donat (637 - 667)
  - Sede vacante (667-670)
- Stéphane (670 - 701)
- Fortunat (702 - 730)
  - Sede vacante (730-734)
- Victor (734 - 769)
- Benno (770 - 815)
- Saint Apollinaire (858 - 861)
- Loup (875 - ?)
- Fiorenzo (930 - 955)
- Placide (955 - 965)
- Jean Ier (969 - ?)
- Alexandre (997 - 1024)
- Ubert Ier (1025 - 1050)
- Martin (1051 - 1053)
- Uberto II (1054 - 1055)
- Henri Ier. (1056 - 1070)
- Alboardo (1070 - 1084)
- Jéremie (1085 - 1102)
- Dominic (1103 - 1138)
- Divizone (1139 - 1149)
- Ubert III (1150 - 1161)
- Amizo (1165 - 1176)
- Albéric (1176 - 1221)
- Albert (1222 - 1229)
- Rufin (1230 - 1257)
- Jean II (1258 - 1264)
- Guido, O.Cist. (1265 - 1266)
- Grazia (1266 - 1271)
- Henri II (1271 - 1302)
  - Sede vacante (1302-1305)
- Uguccio (1305 - 1326)
- François de Calboli (1327 - 1360)
- Giovanni Numai  (1360 - 1384)
  - Marc (1384 - ?) (illégitime)
- Benedetto Matteucci Accorselli, O.P. (1386 - 1396)
- Jacques de Sanseverino, Betl. (1397 - 1398)
- Gianfilippo Negusanti, Betl. (1398 - 1445)
- Pierre de Gubbio, O.P. (1445 - 1445)
- Daniel d'Alunno, C.R.S.A. (1445 - 1449)
- Mariano Farinata (1449 - 1451)
- Fortunato Pellicani (1451 - 1474)
- Antonio Monaldo (1474 - 1503)
- Galeazzo Carvara (1503 - 1503)
- Antonio Ronchi (1515 - 1524)
- Raffaele degli Alessi, O.F.M. (1524 - ?)
- Lelio Pio Rotelli (1530 - 1580)
- Leandro Rotelli (1580 - 1580 ou 1581)
- Angelo Peruzzi (1581 - 1600)
- Nicolò Brauzi (1602 - 1632)
- Amico Panico (1632 - 1634)
- Carlo Bovio (1635 - 1646)
- Cesare Righini (1646 - 1657)
- Francesco Gaetano (1658 - 1659)
- Federico Martinotti (1661 - 1677)
- Francesco Crisolini (1678 - 1682)
  - Sedisvakanz (1682-1685)
- Bernardino Marchesi (1685 - 1689)
  - Sede vacante (1689-1699)
- Giovanni Battista Braschi (1699 - 1718)  
  - Pietro Giacomo Pichi (1718 - 1733) (administrateur apostolique)
- Giambernardino Vendemini (1733 - 1749)
- Giovanni Paolo Calbetti (1749 - 1760)
- Giovanni Battista Mami (1760 - 1787)
- Nicola Casali (1787 - 1815)
- Carlo Monti (1815 - 1818)
- Pietro Balducci (1818 - 1822)    
  - Sede vacante (1822-1824)
  - De 1824 à 1872 ? uni avec le diocèse de Forlì-Bertinoro
- Tobia Masacci (1872 - ?)
- Dario Mattei-Gentili (1880 - 1891)
- Domenico Riccardi (1898 - 1909)
- Eugenio Giambro (1911 - 1916)
- Ambrogio Riccardi (1916 - 1922)
- Antonio Scarante (1922 - 1930)
- Teodoro Pallaroni (1931 - 1944)
- Carlo Stoppa (1945 - 1948)
- Emilio Biancheri (1949 - 1953)
- Carlo Bandini (1953 - 1976)
- Augusto Gianfranceschi (1976 - 1977)
- Luigi Amaducci (1977 - 1986)

## Évêques de Cesena-Sarsina
- Luigi Amaducci (1986–1990)
- Lino Esterino Garavaglia (it) OFM Cap (1991–2003)
- Antonio Lanfranchi (it) (2003–2010)
- Douglas Regattieri (it), depuis octobre 2010